# Sierakowo Sławieńskie
Sierakowo Sławieńskie [ɕɛraˈkɔvɔ swaˈvjɛɲskʲɛ] là một ngôi làng ở quận hành chính của Gmina Sianow, trong Koszaliński, Zachodniopomorskie, ở tây bắc Ba Lan. Nó nằm khoảng 15 kilômét (9 mi) phía đông Sianów, 23 km (14 mi) phía đông Koszalin và 156 km (97 mi) về phía đông bắc của thủ đô khu vực Szczecin.
Ngôi làng có dân số 510.